# José María Salmerón
José María Salmerón Morales (Almería, España, 23 de octubre de 1966) es un exjugador y entrenador de fútbol español que actualmente está sin equipo tras abandonar la disciplina del Atlético Sanluqueño. Jugaba de mediapunta y llegó a jugar en Primera División. Militó en clubes como el Real Madrid Castilla o el CD Tenerife, entre otros.

## Trayectoria

### Como jugador
Salmerón fue jugador del Real Madrid Castilla, Club Deportivo Tenerife y Levante Unión Deportiva entre mediados de los años 80 y finales de los años 90. Era uno de los jugadores más prometedores del filial del Real Madrid, ocupando la posición de mediapunta, pero una grave lesión frustró la trayectoria de uno de los yogurines madridistas llamados a triunfar en el Bernabéu.
En su debut en Primera División -el 9 de septiembre de 1984 frente al Sporting-, Salmerón apenas dejó un par de destellos con el Real Madrid. Suficiente para que su nombre se subrayase en la agenda de Amancio Amaro (entrenador en aquella época del Real Madrid). No obstante, las lesiones truncaron esa prometedora carrera. Lo intentó en el Tenerife, pero el joven jugador pronto se dio cuenta de que su futuro en el mundo del fútbol debería quedar ligado a labores técnicas.
De este modo, Salmerón colgó las botas y cogió la pizarra en el año 2000.

### Como entrenador
Como entrenador se formó en la cantera del Real Madrid. Su historial como técnico comenzó en el Macael en la temporada 97-98 en Tercera División. En la siguiente estuvo en el Almería CF como segundo entrenador de Lucas Alcaraz, para después, ya como primero, ascender a Segunda B, en el que estuvo dos años para retornar al Macael y clasificarlo para la fase de ascenso a la categoría de bronce.
En la campaña 2002-2003 entrenó al UD San Sebastián de los Reyes, al que subió a Segunda B. Después preparó por primera vez al Poli Ejido, con el que logró la permanencia en Segunda A.
El 17 de noviembre del año 2003 se hizo cargo de la plantilla del Poli Ejido una vez que la directiva ejidense destituyó a Quique Setién. Posteriormente, el consejo de administración del Polideportivo Ejido fichó a Julián Rubio. Destituyó a Julián tras los malos resultados y se hizo cargo de nuevo Salmerón, salvando al equipo del descenso a Segunda División B, para pasar ser su director deportivo el siguiente año y volver al banquillo de este club después.
En la temporada 2004-2005 el consejo de administración cesó a Pepe Mel en la jornada 10 estando en la última posición de la tabla, haciéndose cargo del equipo José María Salmerón, salvando de nuevo al equipo del descenso.
En la siguiente temporada, el técnico almeriense recaló en el Lorca Deportiva como sustituto de José Aurelio Gay. En este caso, su llegada se produjo en la 19.ª jornada, con un equipo instalado de nuevo en puestos de descenso. En este caso, su paso por el club levantino fue más efímero y no pudo salvarlo del descenso de categoría.
En febrero de 2008 Salmerón firmó con el Deportivo Alavés, siendo relevo de Josu Uribe, cuando el entrenador almeriense estaba al frente del Real Madrid C y el que es especialista en salvar a equipos de Segunda División en apuros.
En la temporada 2009-10 se hizo cargo del filial de la Unión Deportiva Almería, dejándolo en 4ª posición en el Grupo IX de Tercera División Española. Ya en la liguilla de ascenso, el filial rojiblanco dirigido por Salmerón superó las 2 primeras eliminatorias, y, aunque cayó en la tercera, ascendió a Segunda División B tras el descenso administrativo del CF Atlético Ciudad.
En noviembre de 2012 firma como entrenador del Club de Fútbol Fuenlabrada de la Tercera División de España cubriendo de este modo la vacante producida por la marcha de Cosmin Contra como entrenador del equipo madrileño, clasificando al equipo para la Copa del Rey de la próxima temporada 2013/2014.
En 2014-15 el técnico no entrenó y fue director de la escuela de fútbol TAE en Almería.
En junio de 2015 firma como técnico del CP Cacereño pero una semana más tarde, renuncia al puesto de entrenador cinco días después de ser presentado y firma un contrato con el UCAM Murcia Club de Fútbol de la Segunda División B de España, tras la llamada de Pedro Reverte, conocido en su etapa en la UD Almería, para sustituir a Eloy Jiménez que no continuaría al frente del club murciano.
En mayo de 2016, lograría el ascenso a la Segunda División de España con el UCAM Murcia Club de Fútbol.
En la temporada 2016-17, sería el encargado de dirigir al conjunto murciano en la Segunda División de España con el objetivo de lograr la permanencia. El 11 de diciembre de 2016, es destituido como entrenador del UCAM Murcia Club de Fútbol, al dejar al equipo universitario penúltimo con 18 puntos.
En octubre de 2017 firma como técnico del Real Murcia Club de Fútbol después de ser sustituido a Manolo Sanlúcar para intentar subir al equipo a la división de plata. A pesar de jugar play-offs de ascenso con el conjunto murciano, no continúa en el conjunto pimentonero la siguiente temporada tras los cambios inestables en la dirección del club.
En julio de 2018, se compromete con el Real Club Recreativo de Huelva para volver a entrenar en el Grupo IV de Segunda B.
En octubre de 2019, llega a un acuerdo con los integrantes del Burgos Club de Fútbol para entrenar en el Grupo II de Segunda B.
El 24 de junio de 2020 fue despedido del Burgos CF por no aceptar una reducción de su salario adaptado a la situación producida por la pandemia del coronavirus, por lo que el club decide prescindir de él ya que tenía un contrato muy alto y sus valores no coinciden con los del club.
En julio de 2020, regresa a las filas del UCAM Murcia CF de la Segunda División B de España, al que llevó a Segunda División en mayo de 2016.
En la temporada 2020-21, tras acabar la liga regular en segunda posición del Grupo IV, se quedaría a las puertas de lograr el ascenso, tras perder en la final de la eliminatoria de ascenso frente a la UD Ibiza.
Tras comenzar la temporada 2021-22, en las filas del UCAM Murcia CF de la Primera División RFEF, el 6 de noviembre de 2021, es destituido como entrenador del UCAM Murcia CF.
El 5 de octubre de 2022, se anuncia su fichaje para ocupar el banquillo del CD Badajoz de Primera Federación. Tras 5 meses desde su llegada, el 22 de marzo de 2023, fue destituido tras una mala racha que dejaba al club en puestos de descenso.
El 9 de febrero de 2025 se hace oficial su fichaje por el Atlético Sanluqueño, equipo que milita en el Grupo 2 de la Primera Federación.

## Clubes

### Como jugador
| Club                 | País   | Categoría | Año       |
| -------------------- | ------ | --------- | --------- |
| Real Madrid Castilla | España | Segunda   | 1984-1989 |
| CD Tenerife          | España | Segunda   | 1989-1991 |
| Levante UD           | España | Segunda   | 1991-1992 |
| UE Sant Andreu       | España | Segunda B | 1992-1993 |
| CP Almería           | España | Segunda B | 1993-1995 |

### Como entrenador
| Club                 | País   | Categoría          | Año       |
| -------------------- | ------ | ------------------ | --------- |
| UD Almería           | España | Segunda B          | 1998-1999 |
| UD Almería           | España | Segunda B          | 2000-2001 |
| Poli Ejido           | España | Segunda División   | 2003-2004 |
| Poli Ejido           | España | Segunda División   | 2005-2006 |
| Lorca Deportiva      | España | Segunda División   | 2006-2007 |
| Deportivo Alavés     | España | Segunda División   | 2007-2008 |
| Deportivo Alavés     | España | Segunda División   | 2008-2009 |
| UD Almería B         | España | Segunda B          | 2010-2011 |
| CF Fuenlabrada       | España | Segunda B          | 2012-2013 |
| UCAM Murcia          | España | Segunda B          | 2015-2016 |
| UCAM Murcia          | España | Segunda División   | 2016-2017 |
| Real Murcia          | España | Segunda B          | 2017-2018 |
| Recreativo de Huelva | España | Segunda B          | 2018-2019 |
| Burgos CF            | España | Segunda B          | 2019-2010 |
| UCAM Murcia          | España | Segunda B          | 2020-2021 |
| CD Badajoz           | España | Primera Federación | 2022-2023 |
| Atlético Sanluqueño  | España | Primera Federación | 2025      |